# Bảo Lộc
Bảo Lộc est une ville de la province de Lâm Đồng dans la région des hauts plateaux des montagnes centrales du Vietnam.

## Présentation
La ville a une superficie de 229 km². Les quartiers centraux de la ville sont 1, 2 et B'lao, qui étaient la ville capitale de l'ancien district de Bảo Lộc.